# Christoph Hein
Christoph Hein (* 8. dubna 1944 Heinzendorf, Horní Slezsko, Německo; dnešní Jasienica) je německý spisovatel, překladatel a esejista.

## Životopis
Christoph Hein vyrůstal v Bad Dübenu u Lipska. Kvůli „špatnému“ třídnímu původu – otec byl farář – nemohl navštěvovat všeobecnou střední školu v NDR, a tak chodil až do postavení berlínské zdi na gymnázium v Západním Berlíně. Po vybudování zdi se živil mnoha povoláními, mj. jako montážní technik, knihkupec, číšník či asistent režie. V roce 1964 si dodělal maturitu na večerní škole. Mezi léty 1967–1971 vystudoval v Lipsku a Berlíně filozofii a logiku. Poté působil jako dramaturg a dramatik ve Volksbühne ve východním Berlíně. Od roku 1979 se živí jako spisovatel na volné noze.
V letech 1998–2000 byl prezidentem německého PEN-Clubu.

## Publikační činnost

### České překlady z němčiny
- Willenbrock. 1. vyd. Praha: Volvox Globator, 2003. 222 S. Překlad: Hanuš Karlach
- Rytíři stolní společnosti. 1. vyd. Praha: Dilia, 1989. 70 S. Překlad: Hanuš Karlach
- Cizí přítel; Hornův konec. 1. vyd. Praha: Odeon, 1989. 339 S. Překlad: Vratislav Slezák, Eva Pátková, doslov: Hanuš Karlach
- Divoký kůň pod kamny: krásná tlustá knížka o Jakubu Borgovi a jeho kamarádech. 1. vyd. Praha: Albatros, 1989. 153 S. Překlad: Jiří Stach
- Cromwell. 1. vyd. Praha: Dilia, 1987. 139 S. Překlad: Jiří Stach
- Čekárna:  Komorní hra ve 3 dějstvích. 1. vyd.  Praha: Dilia, 1987. 161 S. Překlad: Josef Balvín
- Pravdivý příběh A Q : Podle Lu Süna. 1. vyd. Praha: Dilia, 1984. 128 S. Překlad: Josef Balvín

## Ocenění
Za své dílo obdržel mnoho cen mj. Rakouskou státní cenu za evropskou literaturu, Eichendorffovu cenu a Solothurnskou literární cenu.